# Isehara
Isehara (jap. 伊勢原市 Isehara-shi) – miasto w Japonii, w prefekturze Kanagawa, w środkowej części wyspy Honsiu (Honshū).

## Położenie
Miasto leży w centrum prefektury Kanagawa. Graniczy z:
- Atsugi
- Hiratsuką
- Hadano

## Historia
1 kwietnia 1889 roku, po restauracji Meiji, w wyniku połączenia kilku miejscowości w powiecie Ōsumi powstało miasteczko Isehara (-chō). 1 kwietnia 1896 roku miejscowość stała się częścią powiatu Naka. 1 grudnia 1954 miasteczko powiększyło się o miasteczko Ōyama i wioski: Naruse, Ōta, Takabeya i Hibita. 
Isehara miastem rangi -shi (pow. 50 tys. ludności) stała się 1 marca 1971 roku.

## Populacja
Zmiany w populacji Isehary w latach 1995–2020:
| Rok  | Populacja |
| ---- | --------- |
| 1995 | 98 123    |
| 2005 | 100 579   |
| 2015 | 101 514   |
| 2020 | 101 780   |